# Ildefonso Falcones
Ildefonso María Falcones de Sierra (Barcelona, 1959) es un abogado y escritor español, conocido por ser el autor de La catedral del mar (2006). Su obra prima se convirtió en la novela más leída de 2007 en España.
El 10 de junio de 2009 publicó su segunda obra, La mano de Fátima, que se convirtió rápidamente en un gran éxito vendiendo cincuenta mil ejemplares el día de su estreno, el 10% de la tirada inicial.

## Biografía
Hijo de un abogado y un ama de casa, la defunción de su padre cuando él tenía diecisiete años supuso el fin de su carrera deportiva como jinete. A esa edad se había convertido en el campeón de España Junior en la categoría de salto. También destacó en hockey sobre hierba. Estudió en el Colegio de los Jesuitas de San Ignacio, y posteriormente comenzó en la universidad dos licenciaturas: Derecho y Económicas, aunque decidió dejar la segunda para compaginar Derecho con un trabajo en un bingo de la capital condal. 
Actualmente trabaja como letrado en su propio bufete, situado en el barrio del Ensanche de Barcelona. Aunque ya se había iniciado en la literatura, en estos últimos años ha compaginado el trabajo con su pasión de escribir libros. Tardó cinco años en terminar su primera novela. Está casado y es padre de cuatro hijos.
En 2015 fue imputado por haber presuntamente defraudado a la hacienda española 1,4 millones de euros entre 2009 y 2011 al transmitir a sociedades radicadas fuera de España los derechos de autor de sus obras. En 2016, la causa fue archivada al considerar la juez que al haberse producido la venta de los derechos de autor de su primera novela en 2004, dos años antes del éxito editorial, no había habido intención de realizar una "maniobra dolosa defraudatoria en dicha transmisión". En febrero de 2018, la causa fue reabierta por posible falta de motivación en la sentencia, enfrentándose inicialmente a nueve años de prisión por supuestos delitos contra la Hacienda Pública, que fueron posteriormente reducidos a seis años por fiscalía. En noviembre de 2019, Ildefonso y su mujer fueron absueltos de todos los cargos, calificando la juez la acusación producida como «absurda».
Fue diagnosticado de cáncer de colon durante la escritura de El pintor de almas.

## Distinciones
En 2010 el ayuntamiento de Juviles, en la provincia de Granada, acordó denominar Calle Ildefonso Falcones a una nueva vía del pueblo, dada la popularidad aportada al municipio por la novela La mano de Fátima. El acto de inauguración tuvo lugar el 4 de abril de 2010 con asistencia del homenajeado.

## Obras
- La catedral del mar (2006), fue un éxito en más de cuarenta países.[3]
- La mano de Fátima (2009)
- La reina descalza (2013)
- Los herederos de la tierra (2016), continuación de La catedral del mar.
- El pintor de almas (2019), ambientada en la Barcelona de principios del siglo XX.[3]
- Esclava de la libertad (2022)
- En el amor y en la guerra (2025), tercera parte de La catedral del mar.